# Музей-аквариум Нанси

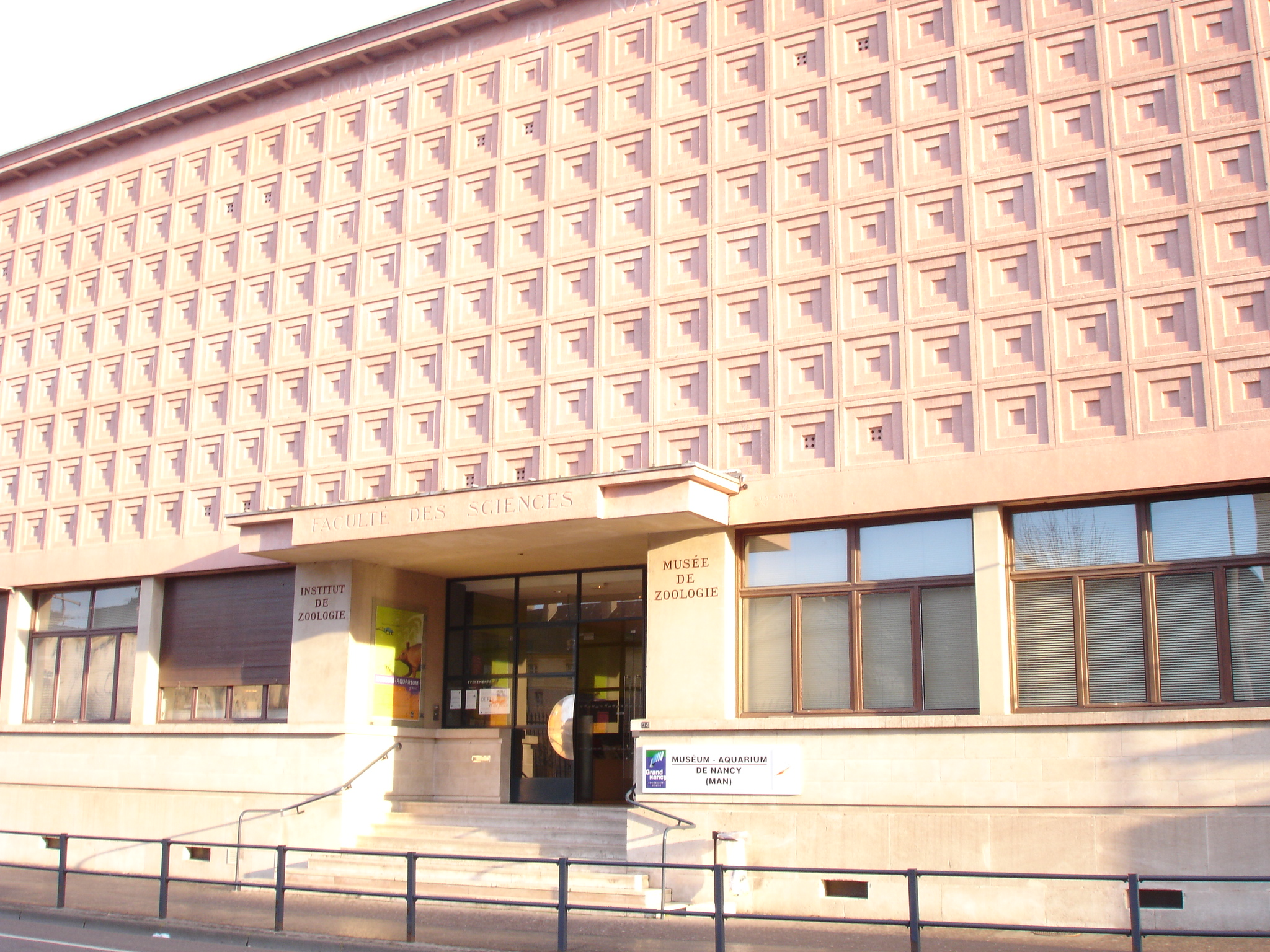
Вход в музей-аквариум

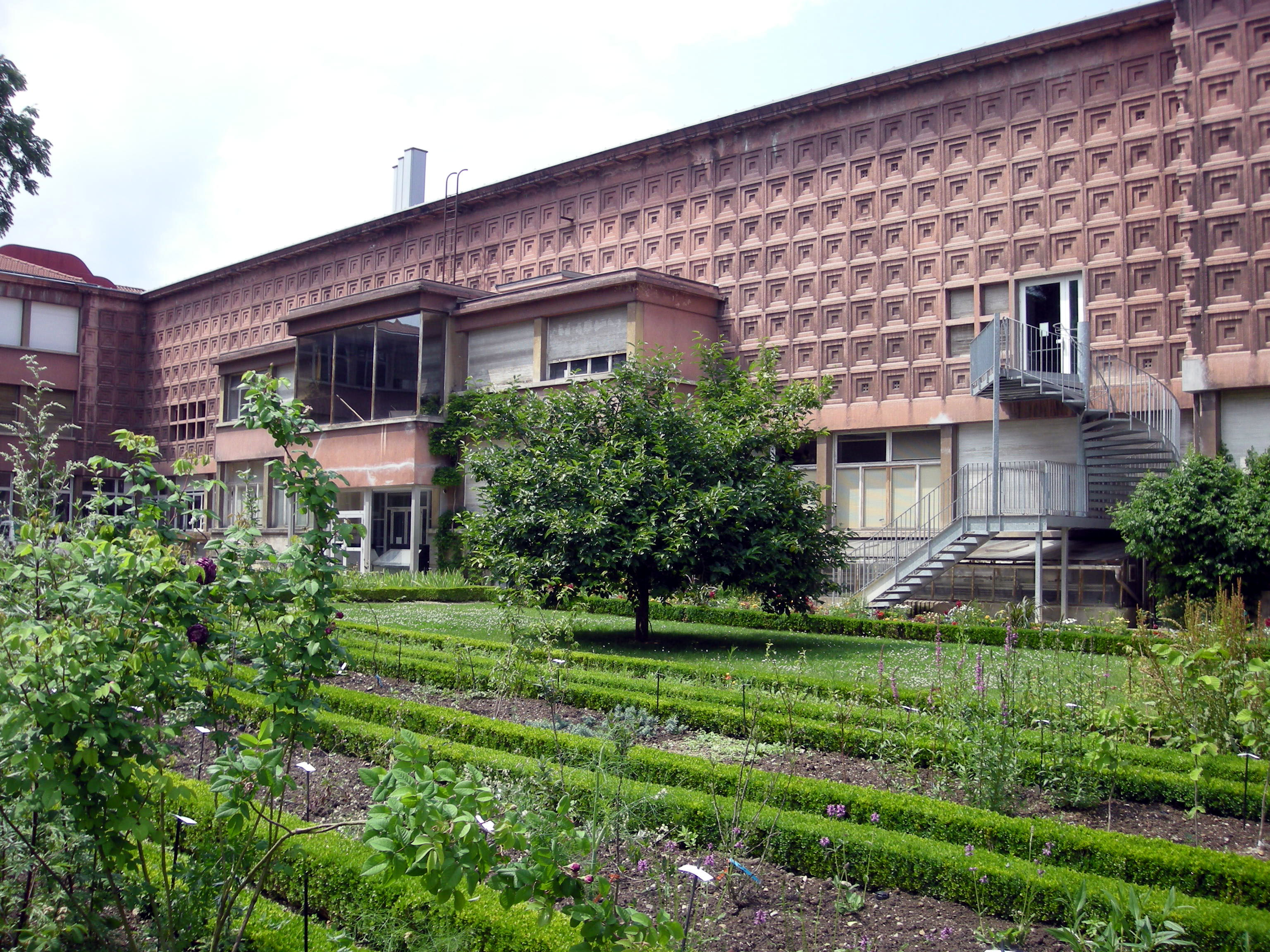
Задний фасад музея и сад Доминика Александра Гордона.

Музей-аквариум Нанси — океанариум в центральной части французского города Нанси, недалеко от площади Станислас на месте прежнего Музея естественной истории, основанного в 1935 году, и относится к Университету Нанси I. Широко известен среди аквариумистов своей богатейшей коллекцией рыб. Посещаемость — около 75 000 чел. в 2005 году.

## Аквариум
Первый этаж занят непосредственно музеем-аквариумом, где находятся 64 аквариума ёмкостью от 250 до 15 000 литров и представлено 500 различных видов рыб и других морских обитателей.
- Рыбы и моллюски:

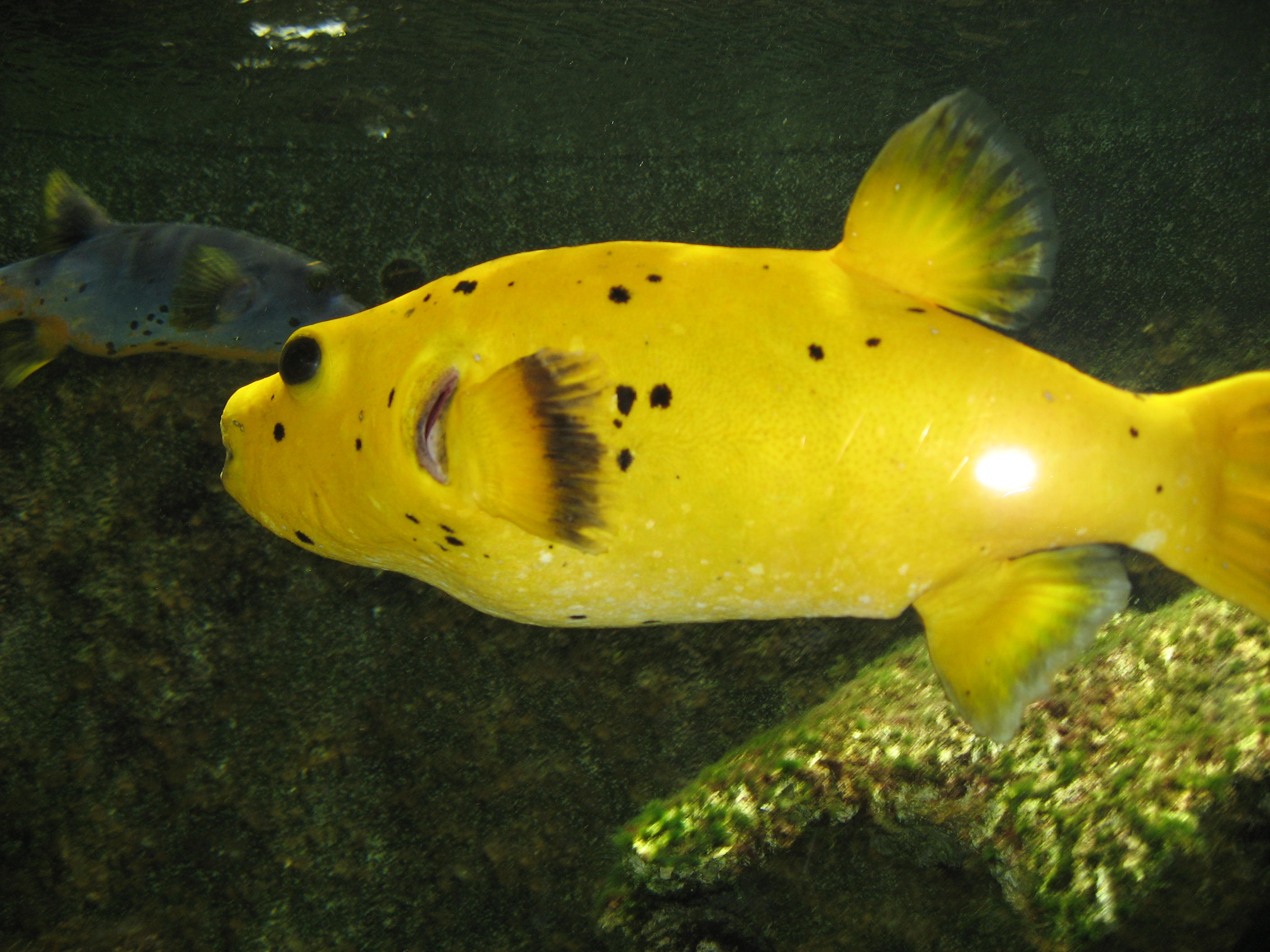
Arothron nigropunctatus
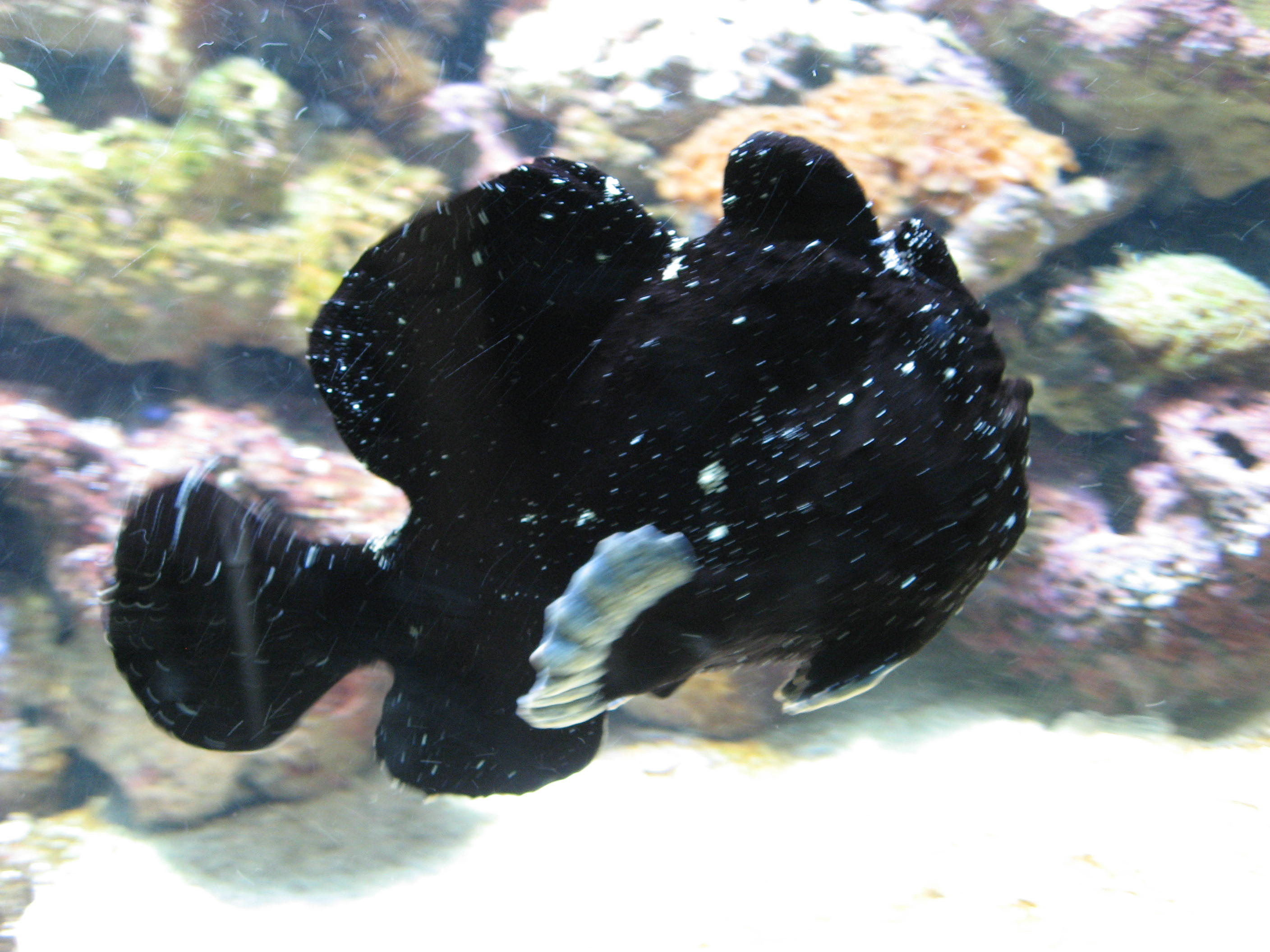
Antennarius commersonii
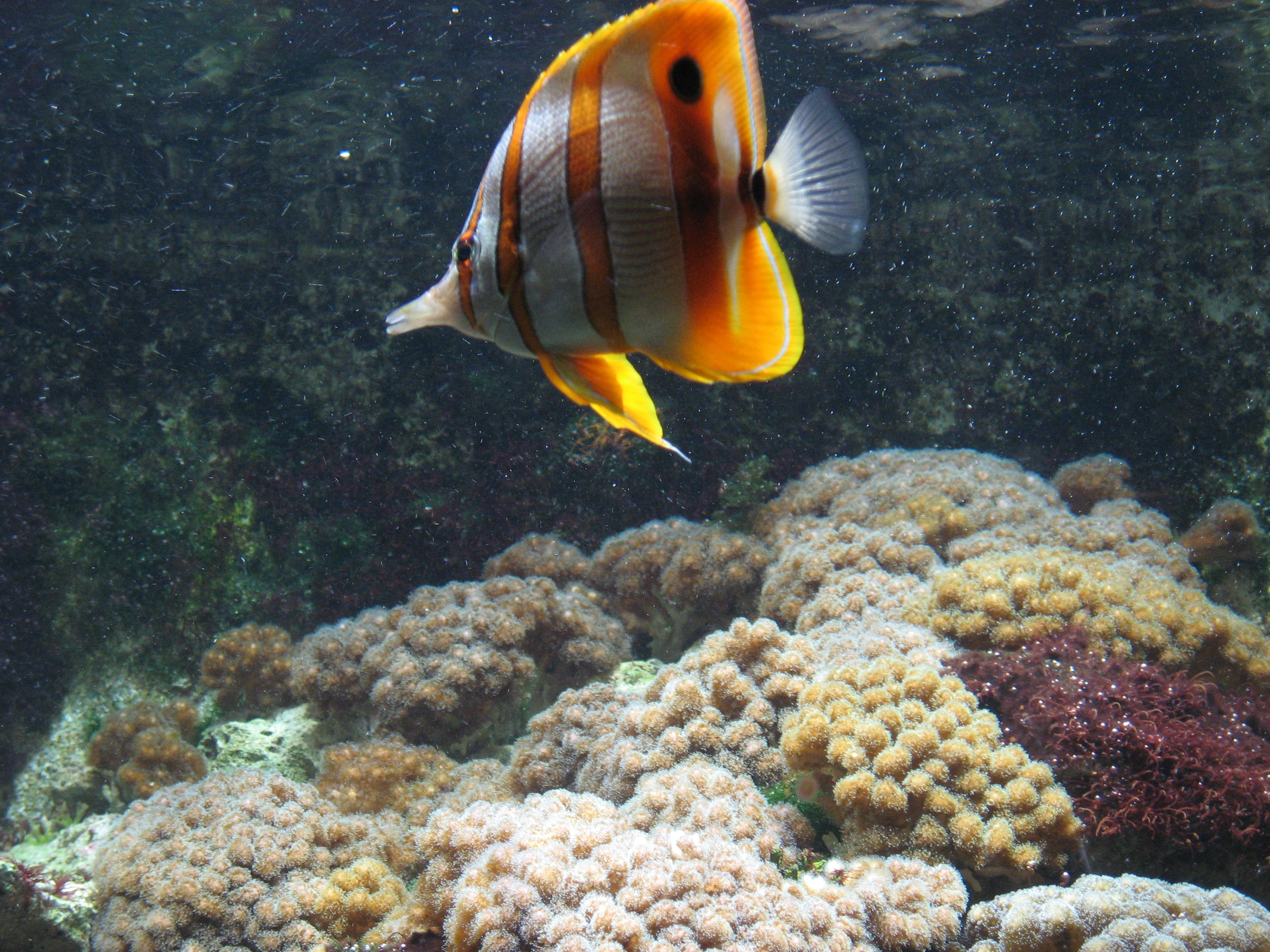
Chelmon rostratus
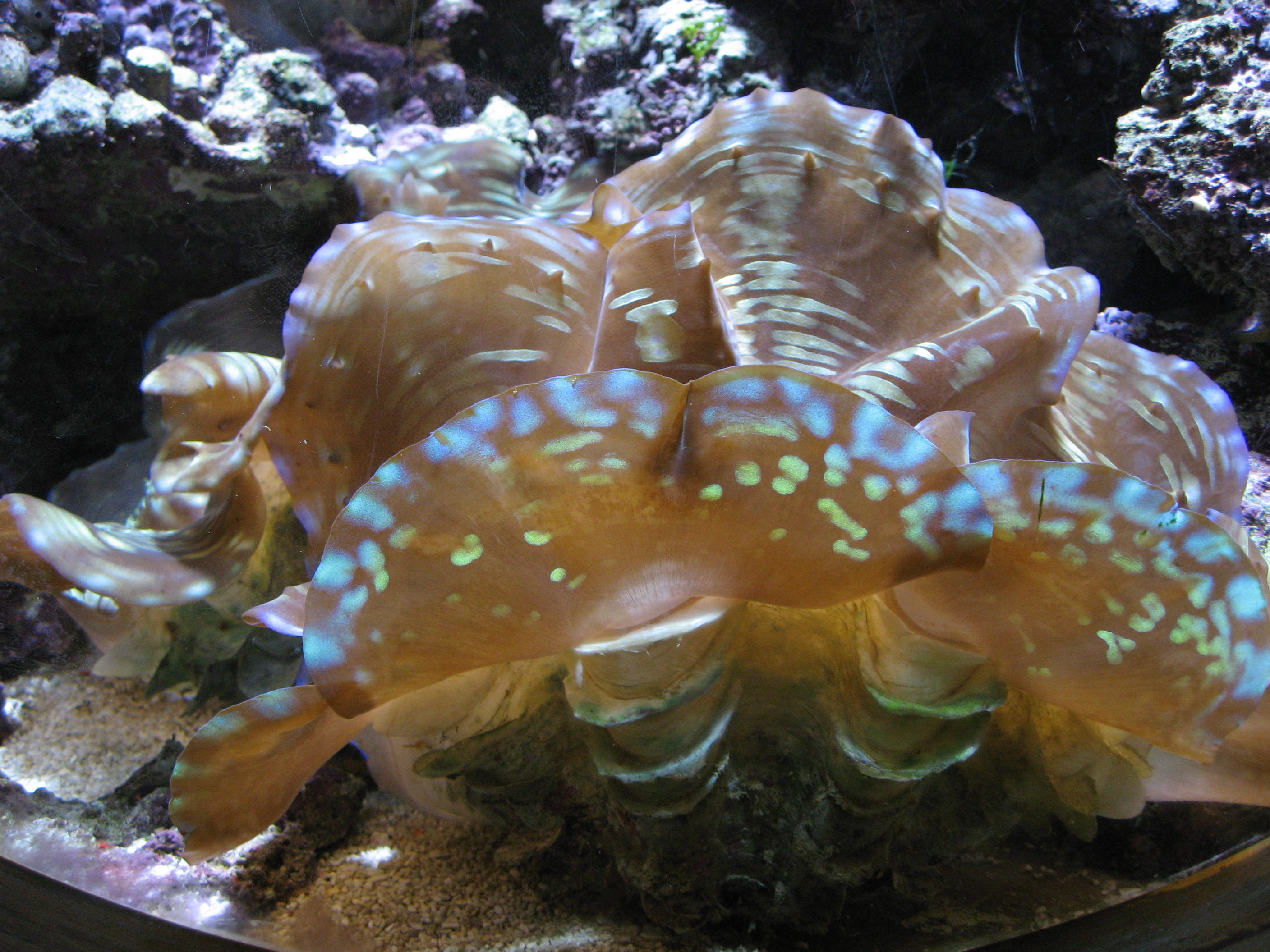
Tridacna crocea

- Книдарии:

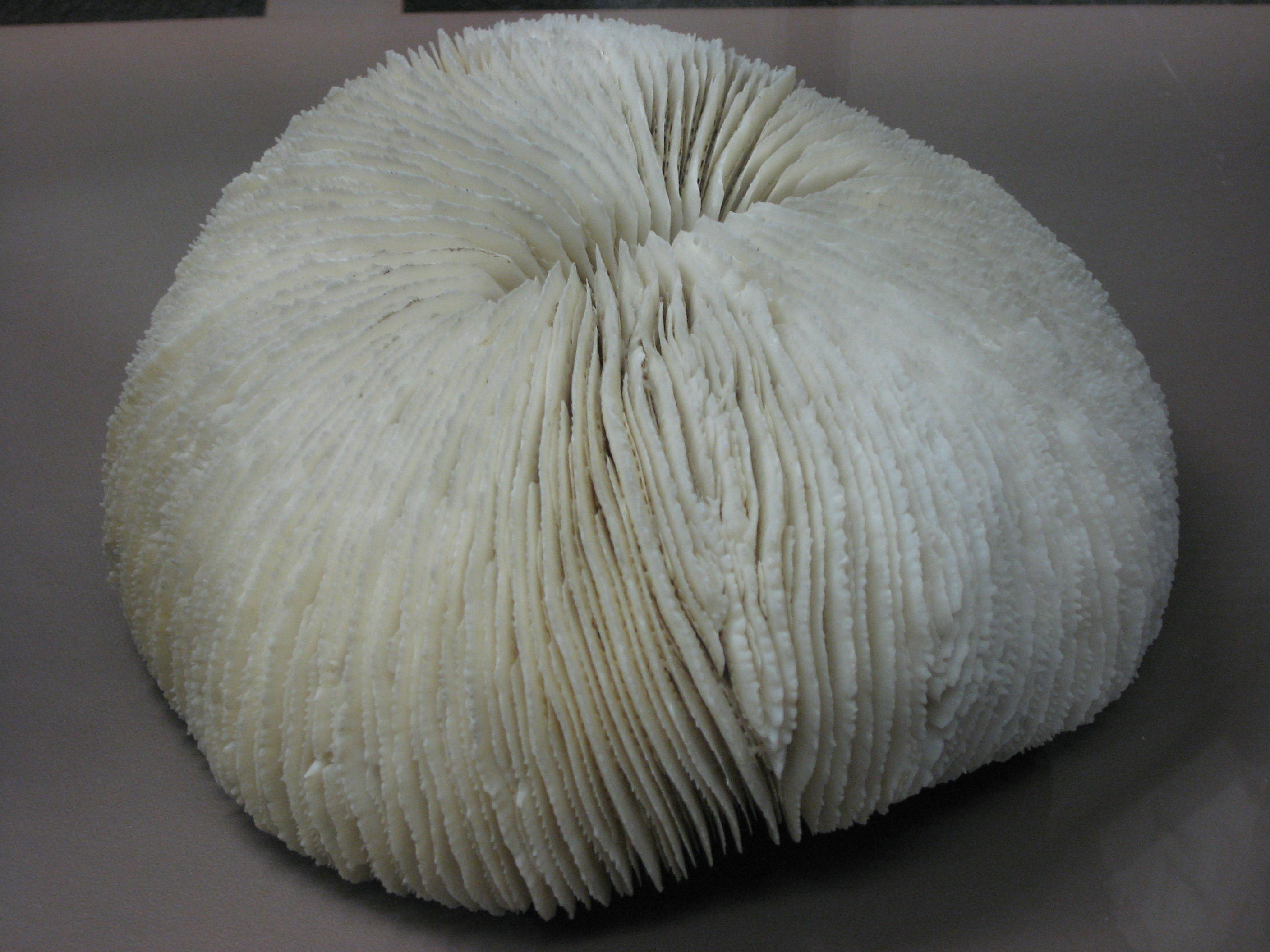
Fungia fungites
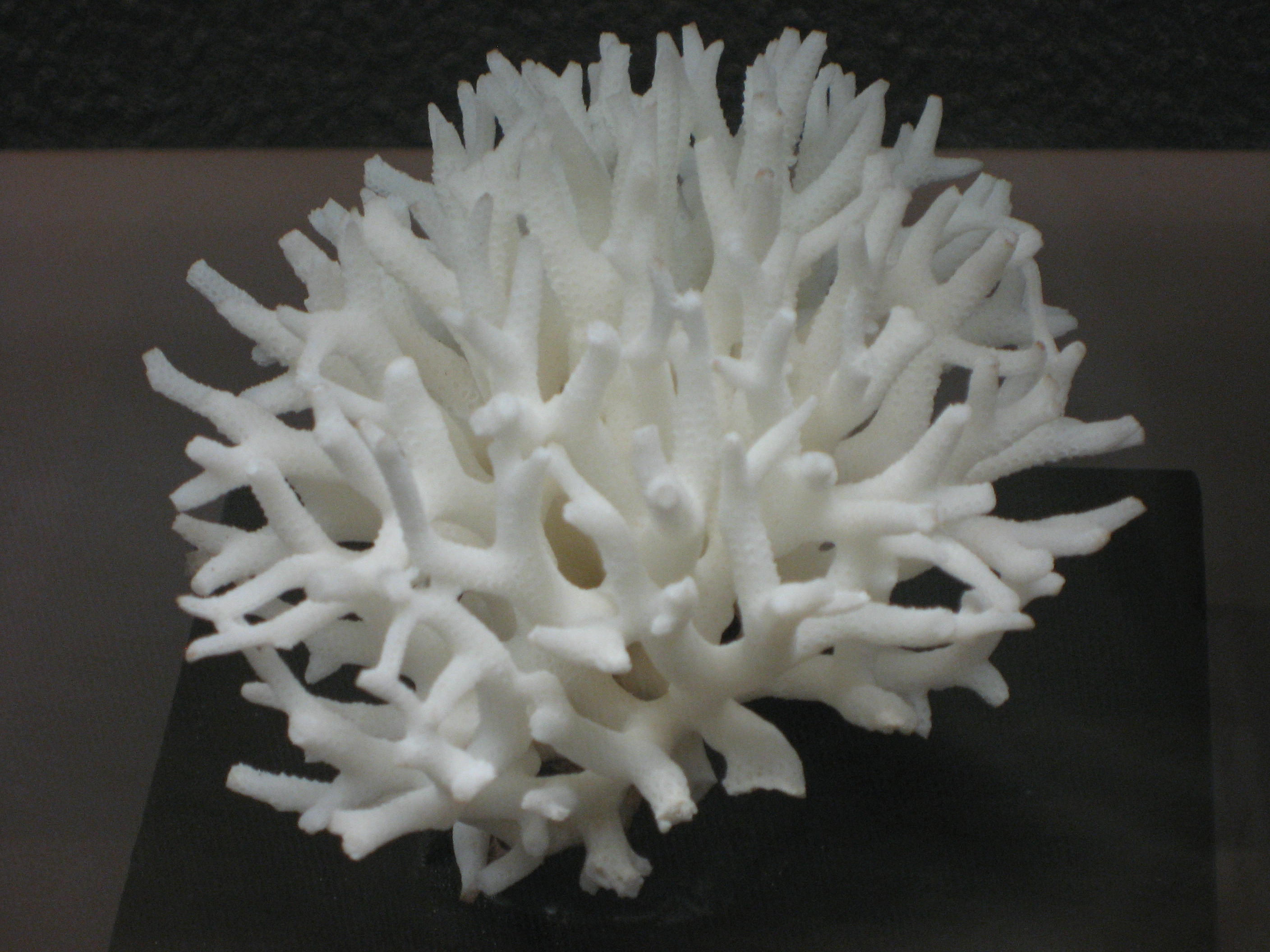
Seriatopora hystrix
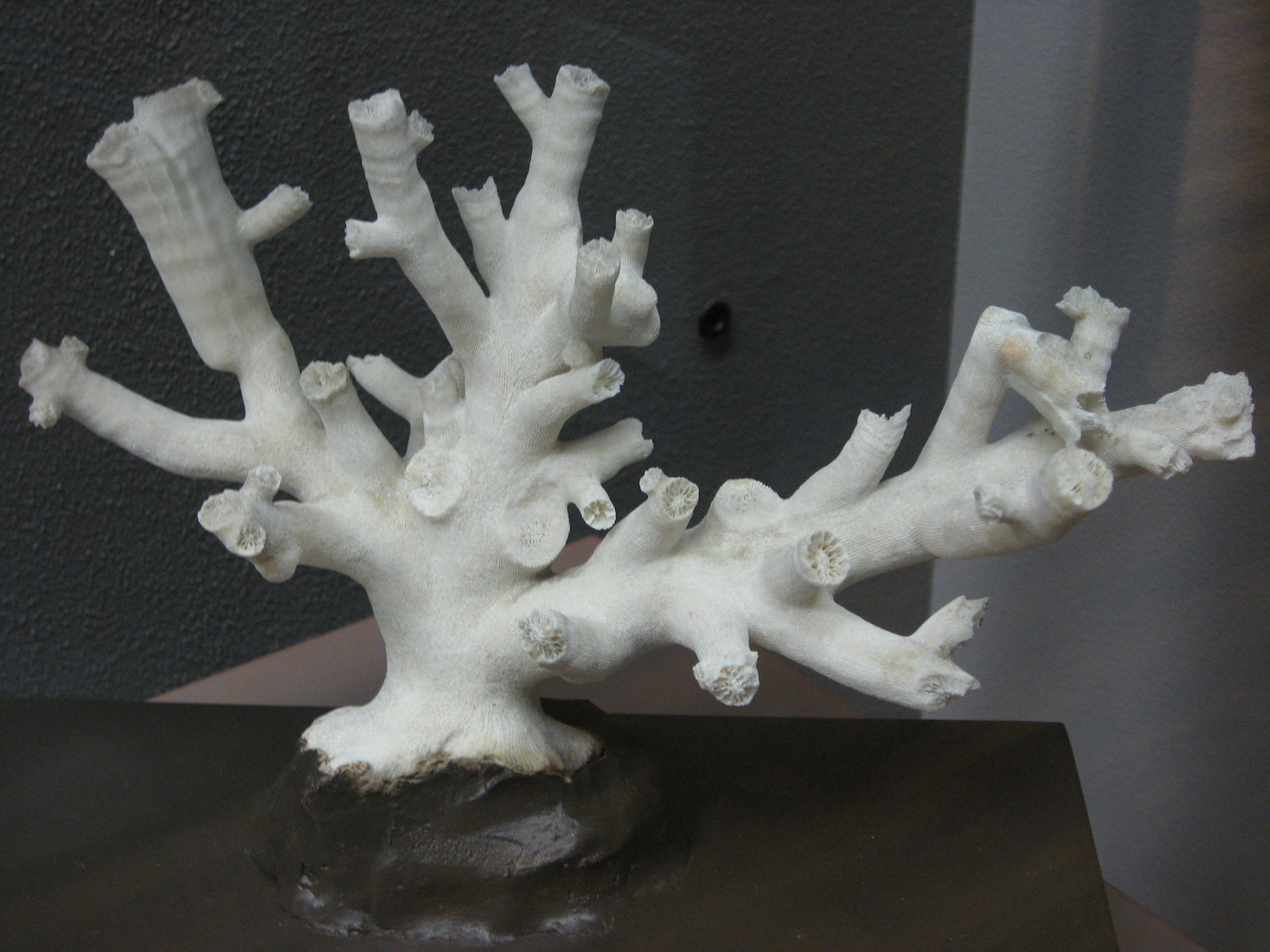
Dendrophyllia ramea
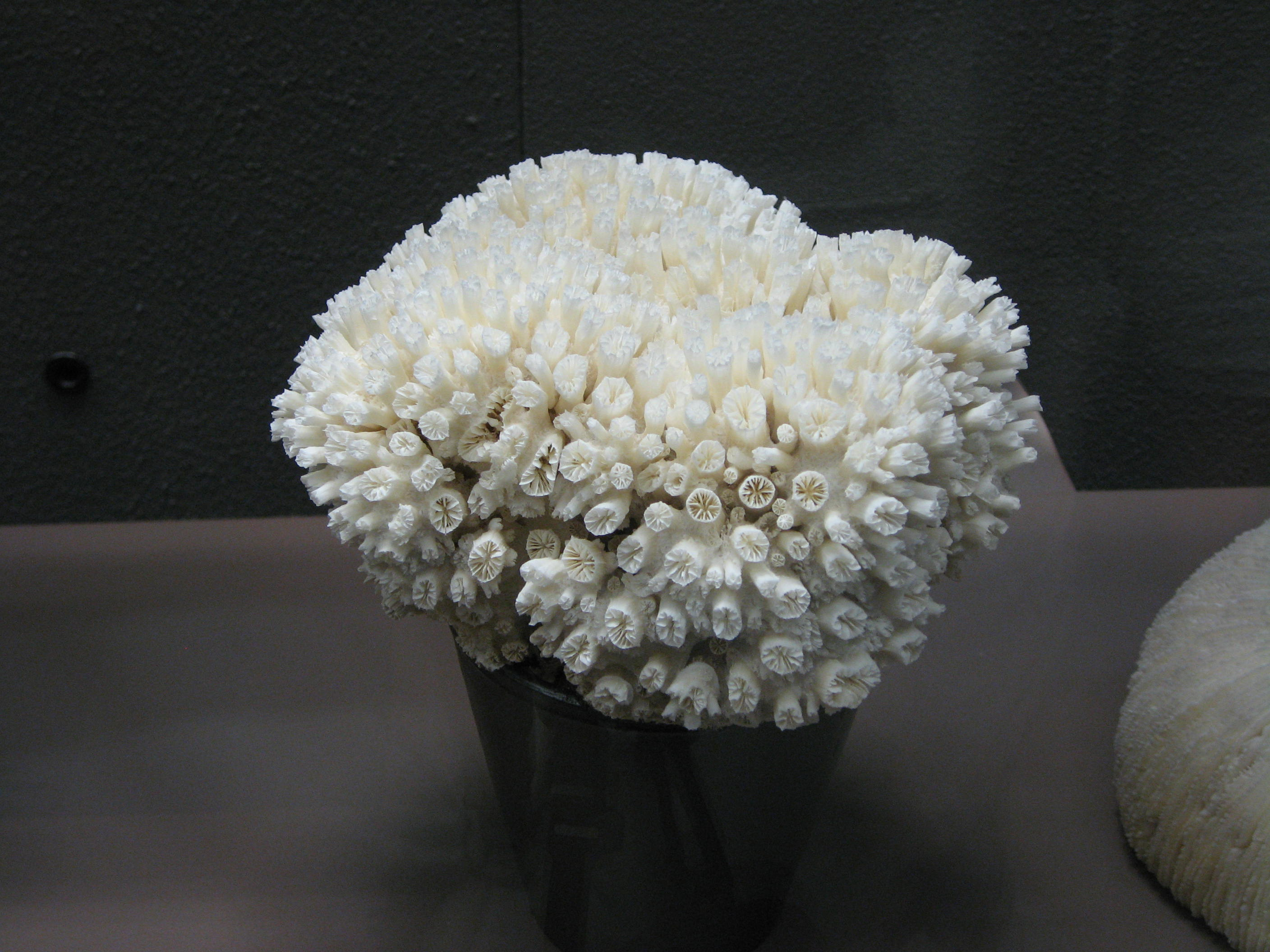
Galaxea fascicularis

## Музей естественной истории
Зоологическая коллекция была основана в 1935 году как Институт зоологии при Университете Нанси. Содержит большое количество местной и мировой фауны. В настоящее время коллекция содержит около 19.000 экспонатов (включая геологические, этнографические и др.) и располагается на втором этаже здания. Коллекция широко используется в образовательных и педагогических целях. Здесь же постоянно проводятся различные выставки.